# Jonathan R. Burton
Jonathan Rowell „Jack“ Burton (* 27. Oktober 1919 in Berwyn, Illinois; † 29. Mai 2019 in Tucson, Pima County, Arizona) war ein Generalmajor der United States Army. Er war unter anderem Kommandeur der 3. Panzerdivision. Außerdem war er ein erfolgreicher Pferdesportler im Vielseitigkeitsreiten.
Schon in jungen Jahren war Burton ein leidenschaftlicher Anhänger des Pferdesports. Über das ROTC-Programm der Michigan State University gelangte er in das Offizierskorps des US-Heeres. Dort wurde er als Leutnant der Kavallerie zugeteilt. In der Armee durchlief er anschließend alle Offiziersränge vom Leutnant bis zum Zwei-Sterne-General.
Im Lauf seiner militärischen Karriere absolvierte Jonathan Burton verschiedene Kurse und Schulungen, darunter die U.S. Cavalry School in Fort Riley. Während des Zweiten Weltkriegs war Burton auf dem asiatischen Kriegsschauplatz eingesetzt, wo er unter anderem in Australien und Neuguinea stationiert war. Nach dem Krieg setzte er seine Offizierslaufbahn in den Vereinigten Staaten fort. Gleichzeitig widmete er sich, auch im Auftrag der Armee, seinem Hobby, dem Vielseitigkeitsreiten.
Burton förderte seine Sportart in den Vereinigten Staaten und organisierte an den meisten seiner militärischen Dienstorte auch Reitveranstaltungen. Im Vorfeld der Olympischen Sommerspiele 1948 nahm er in Europa an mehreren Wettbewerben teil. Bei der Olympiade selbst gehörte er der amerikanischen Springreitermannschaft, bei den Olympischen Reiterspielen 1956 der amerikanischen Vielseitigkeitsmannschaft an. Burton verfasste auch ein Regelwerk für den Trainingsablauf.
In den 1960er Jahren wurde Jonathan Burton für zweieinhalb Jahre im Vietnamkrieg eingesetzt. Dort kommandierte er zunächst eine Brigade der 1. Kavalleriedivision, die allerdings mit Panzern und nicht mehr mit Pferden operierte. Danach war er als Stabsoffizier tätig. Zwischen März 1973 und Juni 1975 kommandierte Burton die 3. Panzerdivision, die in Deutschland stationiert war. Anschließend schied er aus dem aktiven Militärdienst aus.
Auch nach seiner Militärzeit blieb Jonathan Burton dem Reitsport verpflichtet. In den Jahren 1976 und 1988 gehörte er dem amerikanischen Trainerteam bei den jeweiligen Olympischen Spielen an. Neben dem Vielseitigkeitsreiten engagierte er sich auch in der Dressur und im Springreiten. Bis ins hohe Alter war er als Kampfrichter in diesen Pferdesportarten tätig. Drei Jahre lang war er Präsident der U.S. Combined Training Association. Im Jahr 1999 wurde er in die Hall of Fame im Vielseitigkeitsreiten und 2007 in die Hall of Fame im Dressurreiten aufgenommen.
Er starb am 29. Mai 2019 in Tucson in Arizona im Alter von 99 Jahren und wurde auf dem amerikanischen Nationalfriedhof Arlington beigesetzt.

## Orden und Auszeichnungen
Burton erhielt im Lauf seiner militärischen Laufbahn unter anderem folgende Auszeichnungen:
- Army Distinguished Service Medal
- Silver Star
- Legion of Merit
- Distinguished Flying Cross
- Air Medal
- Purple Heart